# Mapatumumab
Il mapatumumab (HGS-ETR1 secondo la Denominazione Comune Internazionale) è un anticorpo monoclonale umano, sperimentale, scoperto da AstraZeneca e da GlaxoSmithKline. Ha per target molecolare il TNFRSF10A, ossia il recettore del fattore di necrosi tumorale 10A ed è impiegabile nel trattamento di vari tipi di neoplasie; tale recettore è infatti presente sul plasmalemma di svariate linee di cellule tumorali.

## Usi terapeutici
Uno studio clinico iniziato nel 2004 ha evidenziato la sicurezza e la tollerabilità del mapatumumab in pazienti con neoplasie di vario tipo in stadio avanzato o affetti da linfomi non-Hodgkin, con effetti visibili anche in regime di monoterapia, ovvero senza l'aiuto della chemioterapia; studi simili, giunti in fase II, hanno confermato la tollerabilità dell'anticorpo in pazienti con carcinoma del polmone a cellule non piccole e in individui con tumore del colon-retto in stadio avanzato.
In due ulteriori sperimentazioni cliniche è stata evidenziata una parziale remissione del tumore con l'uso del mapatumumab in combinazione con la chemioterapia in pazienti con tumori solidi di vario tipo a uno stadio avanzato.
Scarsa o nulla efficacia, invece, è stata attribuita al mapatumumab nella terapia del mieloma multiplo in una coorte di pazienti trattati contemporaneamente con l'anticorpo e con il bortezomib. Non è mai stata accertata, inoltre, l'efficacia dell'anticorpo in combinazione con il sorafenib nel trattamento del carcinoma epatocellulare, che costituisce l'80-90% delle neoplasie maligne del fegato.